# Acanthops parva
Acanthops parva är en bönsyrseart som beskrevs av Max Beier 1941. Acanthops parva ingår i släktet Acanthops och familjen Acanthopidae. Inga underarter finns listade i Catalogue of Life.